# Courlans
Courlans ist eine französische Gemeinde mit 922 Einwohnern (Stand 1. Januar 2022) im Département Jura in der Region Bourgogne-Franche-Comté. Sie gehört zum Arrondissement Lons-le-Saunier und zum Kanton Lons-le-Saunier-1. 

## Geographie
Die Gemeinde liegt etwa fünf Kilometer westlich der Arrondissement-Hauptstadt Lons-le-Saunier. Nachbargemeinden sind Larnaud im Norden, Montmorot im Osten, Messia-sur-Sorne im Südosten, Chilly-le-Vignoble im Süden, Courlaoux im Westen und Fontainebrux im Nordwesten.
Das Gemeindegebiet wird vom Fluss Vallière passiert.

### Flugplatz
Der Flugplatz Aérodrome de Lons-le-Saunier - Courlaoux mit einer 1,1 km langen Piste liegt auf dem Gebiet der Gemeinden Courlaoux und Courlans und ist Zentrum des Aéroclub de Lons-le-Saunier. Diesen Verein gibt es seit 1901.

## Geschichte
Als sich Frankreich im Zweiten Weltkrieg unter deutscher Besatzung befand, organisierte François Monin, Deckname Mistral, ab Dezember 1942 den lokalen Widerstand der Résistance. Am 12. Februar 1944 wurde er von den Deutschen festgenommen und am 16. März 1944 ins KZ Mauthausen deportiert. Am 10. August 1944 wurde er von der SS auf Schloss Hartheim in der Gemeinde Alkoven bei Linz vergast. 

## Bevölkerungsentwicklung

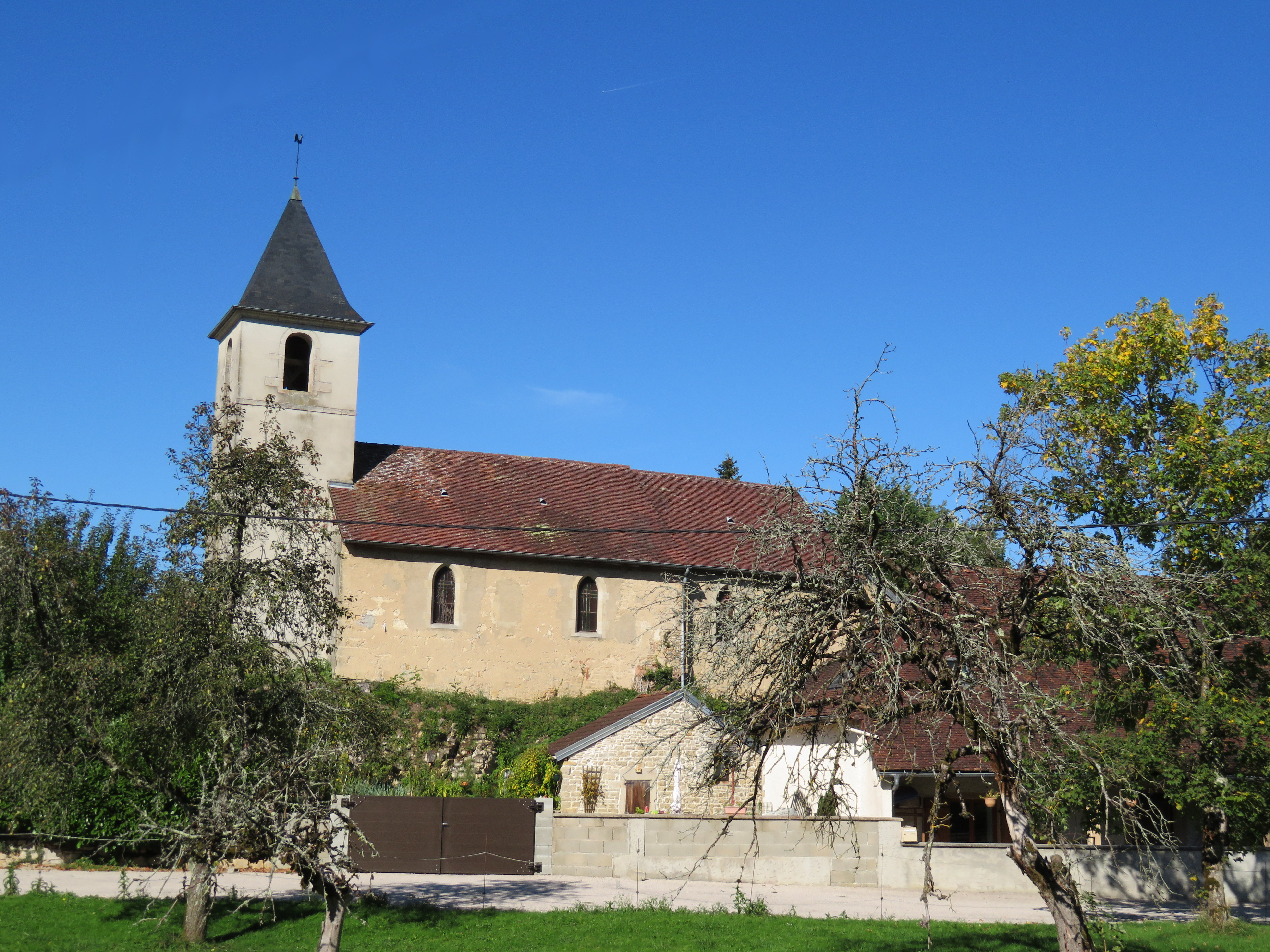
Kirche Saint-Didier

| Jahr                       | 1962 | 1968 | 1975 | 1982 | 1990 | 1999 | 2008 | 2018 |
| -------------------------- | ---- | ---- | ---- | ---- | ---- | ---- | ---- | ---- |
| Einwohner                  | 409  | 412  | 446  | 646  | 640  | 737  | 985  | 923  |
| Quellen: Cassini und INSEE |      |      |      |      |      |      |      |      |